# To the Brave Belong the Fair
To the Brave Belong the Fair è un cortometraggio muto del 1913 diretto da Al E. Christie (Al Christie).

## Trama
Trama in inglese su IMDb (da Moving Picture World synopsis)

## Produzione
Il film fu prodotto dalla Nestor Film Company.

## Distribuzione
Distribuito dalla Motion Picture Distributors and Sales Company, il film - un cortometraggio di 150 metri - uscì nelle sale cinematografiche statunitensi il 4 luglio 1913 1913.
Nelle proiezioni, veniva programmato con il sistema dello split reel, accorpato in un'unica bobina con un altro cortometraggio della Nestor, la commedia He and Himself.